# Louis Alexandre Andrault de Langeron
Alexandre-Louis Andrault, hrabě de Langeron (rusky Алекса́ндр Фёдорович Ланжеро́н, Aleksandr Fjodorovič Langeron; 13. ledna 1763, Paříž – 4. července 1831, Oděsa) byl generál ruské imperiální armády, francouzského původu.

## Život a kariéra
V roce 1778 Langeron vstoupil do francouzské královské armády jako kadet a roku 1781 postoupil do 13. dělostřeleckého pluku Bourbonnais, s nímž se v témže roce zúčastnil americké války za nezávislost, v níž francouzské síly v bitvě u Yorktownu rozdrtily jednotky generála Cornwallise.
Jako royalista emigroval Langeron po vypuknutí Velké francouzské revoluce v roce 1789 do Rakouska, kde marně nabízel své služby. V roce 1790 ho ruská carevna Kateřina II. Veliká přijala do ruských armádních služeb. Jako schopný voják a šlechtic rychle postupoval a v bitvě u Slavkova roku 1805 již velel jako generálporučík druhé ruské koloně proti Francouzům a jako jeden z mála si ve vypjaté situaci při porážce zachoval chladnou mysl. Účastnil se rovněž bojů rusko-turecké války.
V roce 1812 při Napoleonově ruském tažení vedl jednotku pod velením admirála Čičagova.
V roce 1813 pod velením maršála Blüchera velel sboru a 30. března 1814 dobyl Montmartre.
V roce 1815 se stal guvernérem Krymu a roku 1822 generálním guvernérem Nového Ruska.
Zemřel v Oděse 4. července 1831 na choleru.